# Barebone

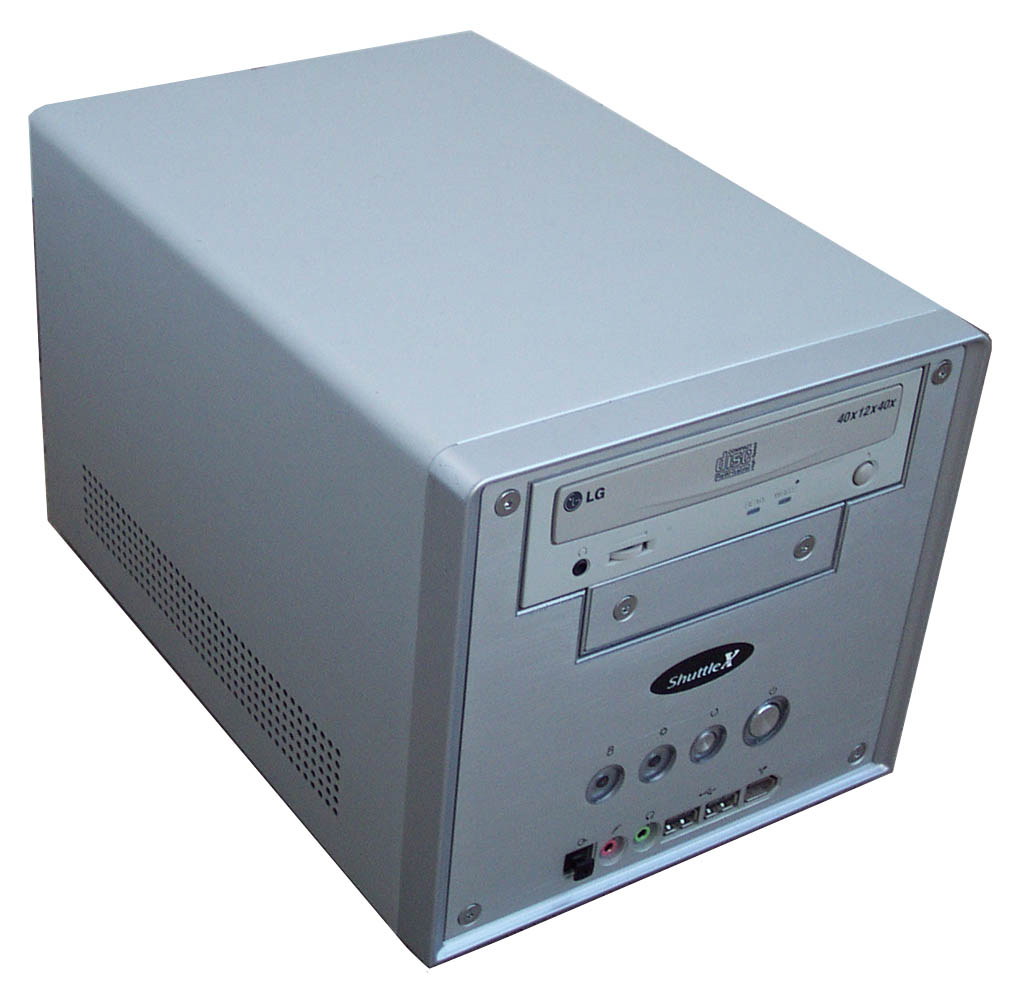
Barebone SN41G2 von Shuttle

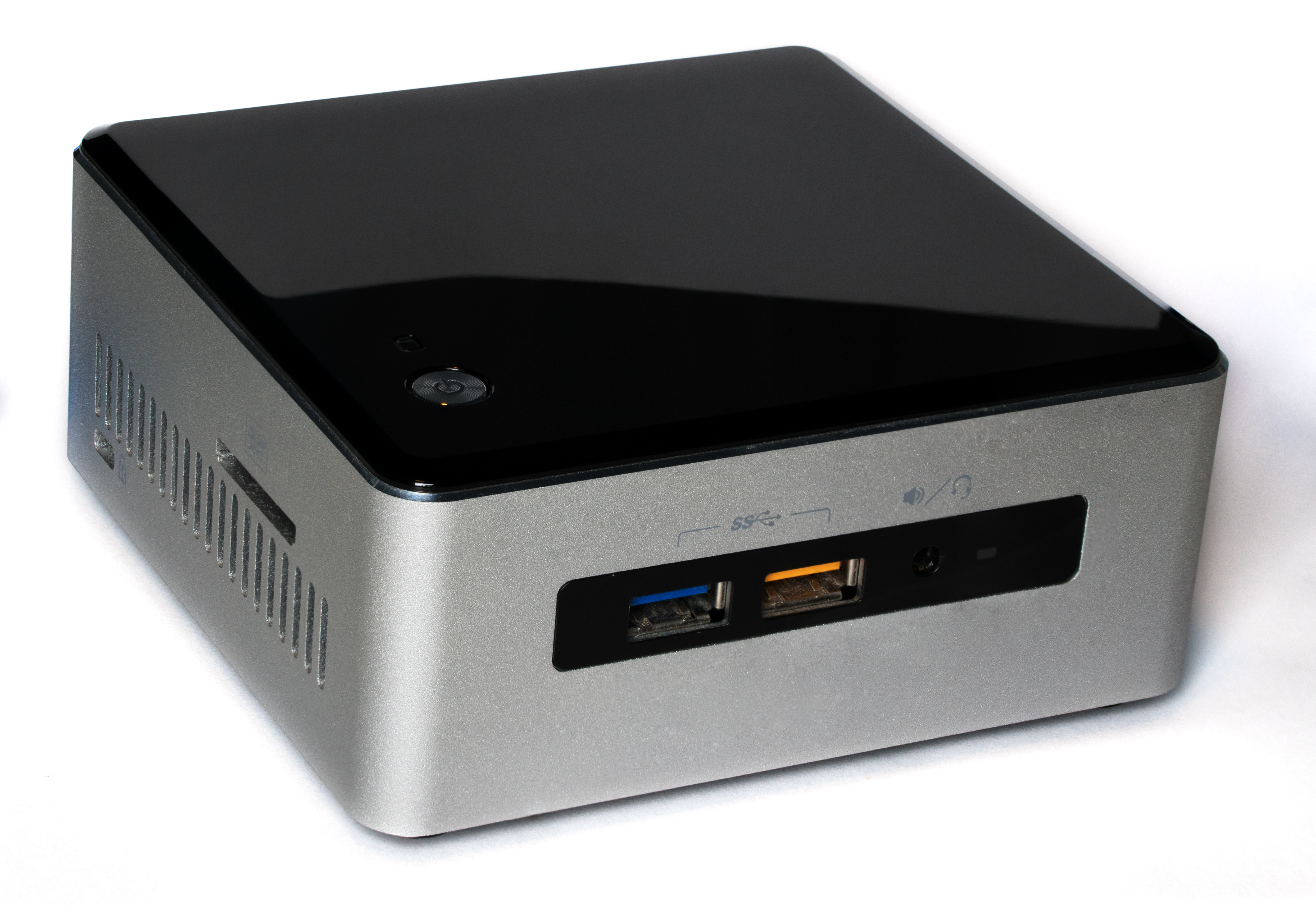
Intel NUC6

Als Barebone (engl. bare bone „blanker Knochen“, auch X-PC genannt) bezeichnet man einen unvollständig aufgebauten Computer, der meist nur aus Gehäuse (oft mit Gehäuselüfter), Netzteil und Hauptplatine (Mainboard, Motherboard) besteht und vom Käufer oder Händler mit den von ihm benötigten weiteren Komponenten (CPU, RAM, Grafikkarte, Laufwerke usw., aber auch Betriebssystem und Software) ausgestattet werden kann. Früher waren vor allem bei nicht nach Industriestandard entworfenen Gehäusen auch CD-ROM- bzw. DVD- und Diskettenlaufwerk bereits verbaut. Der Käufer kann sich so leichter seine Wunschkonfiguration mit reduziertem Aufwand in Logistik und Fertigung zusammenstellen.
Barebone-Systeme gibt es für alle PC-Varianten, vom normalen Office-PC bis hin zu Servervarianten im 19-Zoll-Format. Die bekanntesten Barebone-Systeme kamen in den 2000ern von der taiwanischen Firma Shuttle. Diese Geräte zeichnen sich durch eine besonders geringe Größe aus. Shuttle vertreibt diese Geräte sowohl als Barebonesysteme als auch als Komplett-PCs. Dies führt zu einer Begriffsverwirrung, wenn Barebone als Synonym für besonders kleine PC-Systeme allgemein verwendet wird, obwohl dafür geeignete ITX- bis µATX-Mainboards und -Gehäuse auch einzeln erhältlich und kombinierbar sind.
In den 2010ern werden zunehmend Produkte als Barebone bezeichnet, bei denen nur noch RAM und Massenspeicher hinzufügt werden, z. B. die umfangreichen Produktserien NUC von Intel und ZBOX von Zotac.
Barebones eignen sich auch sehr gut für die Build-to-Order-Produktion, da hier die Auswahloptionen für den Kunden überschaubarer und die Produktionszeiten beim Hersteller kürzer sind. Im Internet findet man verschiedene Barebone-Konfiguratoren, mit denen man einfach einen Komplett-PC auf Barebonebasis zusammenstellen kann.